# Agrias conjuncta
Agrias conjuncta är en fjärilsart som beskrevs av Le Moult 1931. Agrias conjuncta ingår i släktet Agrias och familjen praktfjärilar. Inga underarter finns listade i Catalogue of Life.